# ألين فرديناند أوين
ألين فرديناند أوين (بالإنجليزية: Allen Ferdinand Owen)‏ هو محامي وسياسي أمريكي، ولد في 9 أكتوبر 1816 في مقاطعة ويلكس في الولايات المتحدة، وتوفي في 7 أبريل 1865 في كولومبوس في الولايات المتحدة. حزبياً، نشط في الحزب الديمقراطي. وقد انتخب عضو مجلس نواب جورجيا وانتخب عضو مجلس النواب الأمريكي.